# Zagłębie Lubin 2013-2014
Questa voce raccoglie le informazioni riguardanti lo Zagłębie Lubin nelle competizioni ufficiali della stagione 2013-2014.

## Rosa[1]
| N. |                      | Ruolo | Calciatore         |
| -- | -------------------- | ----- | ------------------ |
| 1  | Polonia (bandiera)   | P     | Marek Kozioł       |
| 3  | Serbia (bandiera)    | D     | Đorđe Čotra        |
| 4  | Bulgaria (bandiera)  | D     | Pavel Vidanov      |
| 5  | Polonia (bandiera)   | D     | Adam Banaś         |
| 6  | Polonia (bandiera)   | C     | Aleksander Kwiek   |
| 7  | Rep. Ceca (bandiera) | C     | Jiří Bílek         |
| 8  | Polonia (bandiera)   | C     | Sebastian Bonecki  |
| 9  | Polonia (bandiera)   | A     | Arkadiusz Woźniak  |
| 11 | Polonia (bandiera)   | A     | Arkadiusz Piech    |
| 12 | Polonia (bandiera)   | P     | Dominik Hładun     |
| 13 | Polonia (bandiera)   | C     | Jan Wojciechowski  |
| 14 | Polonia (bandiera)   | C     | Miłosz Przybecki   |
| 15 | Polonia (bandiera)   | C     | Adrian Błąd        |
| 16 | Polonia (bandiera)   | C     | Konrad Andrzejczak |
| 17 | Polonia (bandiera)   | C     | Adrian Rakowski    |

| N. |                       | Ruolo | Calciatore         |
| -- | --------------------- | ----- | ------------------ |
| 18 | Lettonia (bandiera)   | A     | Deniss Rakeļs      |
| 19 | Polonia (bandiera)    | C     | Filip Jagiełło     |
| 20 | Nigeria (bandiera)    | C     | David Abwo         |
| 21 | Polonia (bandiera)    | D     | Bartosz Rymaniak   |
| 22 | Polonia (bandiera)    | D     | Paweł Oleksy       |
| 23 | Polonia (bandiera)    | C     | Piotr Azikiewicz   |
| 24 | Polonia (bandiera)    | P     | Michał Gliwa       |
| 27 | Rep. Ceca (bandiera)  | A     | Michal Papadopulos |
| 28 | Polonia (bandiera)    | C     | Łukasz Piątek      |
| 29 | Polonia (bandiera)    | P     | Tomasz Ptak        |
| 31 | Slovacchia (bandiera) | C     | Róbert Jež         |
| 33 | Slovacchia (bandiera) | D     | Ľubomír Guldan     |
| 37 | Slovacchia (bandiera) | D     | Boris Godál        |
| 38 | Polonia (bandiera)    | A     | Damian Kowalczyk   |
|    | Slovenia (bandiera)   | D     | Elvedin Džinič     |